# أتسكو ناكاجيما
أتسكو ناكاجيما (باليابانية: 中嶋敦子؛ بالكانا: なかじま あつこ) هي رسامة رسوم متحركة يابانية، ولدت في 21 ديسمبر 1961 في كاناغاوا في اليابان.

## وصلات خارجية
- أتسكو ناكاجيما على موقع IMDb (الإنجليزية)
- أتسكو ناكاجيما على موقع قاعدة بيانات الفيلم (الإنجليزية)
- أتسكو ناكاجيما على موقع ANN person (الإنجليزية)